# Elyhordeum iowense
Elyhordeum iowense är en gräsart som beskrevs av Richard Walter Pohl. Elyhordeum iowense ingår i släktet Elyhordeum och familjen gräs. Inga underarter finns listade i Catalogue of Life.